# 斯特拉舍維奇
49°27′3″N 23°4′4″E / 49.45083°N 23.06778°E
斯特拉舍維奇（烏克蘭語：Страшевичі），是烏克蘭西部的村莊，隸屬利維夫州的桑比爾區。該村始建於1407年，面積1.4平方公里，海拔高度329米，2001年人口1,198，人口密度每平方公里855.71人。